# Sam McKenzie
Samantha "Sam" MacKenzie (previamente: Grabowski), es un personaje ficticio de la serie de televisión australiana Winners & Losers, interpretada por el actriz Katherine Hicks del 2012 hasta el 2015.

## Biografía
Poco después de su llegada se revela que Sam es la hija biológica de Brian Gross.
En el 2014 Sam conoce a Adam Grabowski, un paciente con cáncer del hospital, Sam decide ayudarlo y se casa con él, pero Adam muere unas horas después en sus brazos.